# Phragmidium potentillae

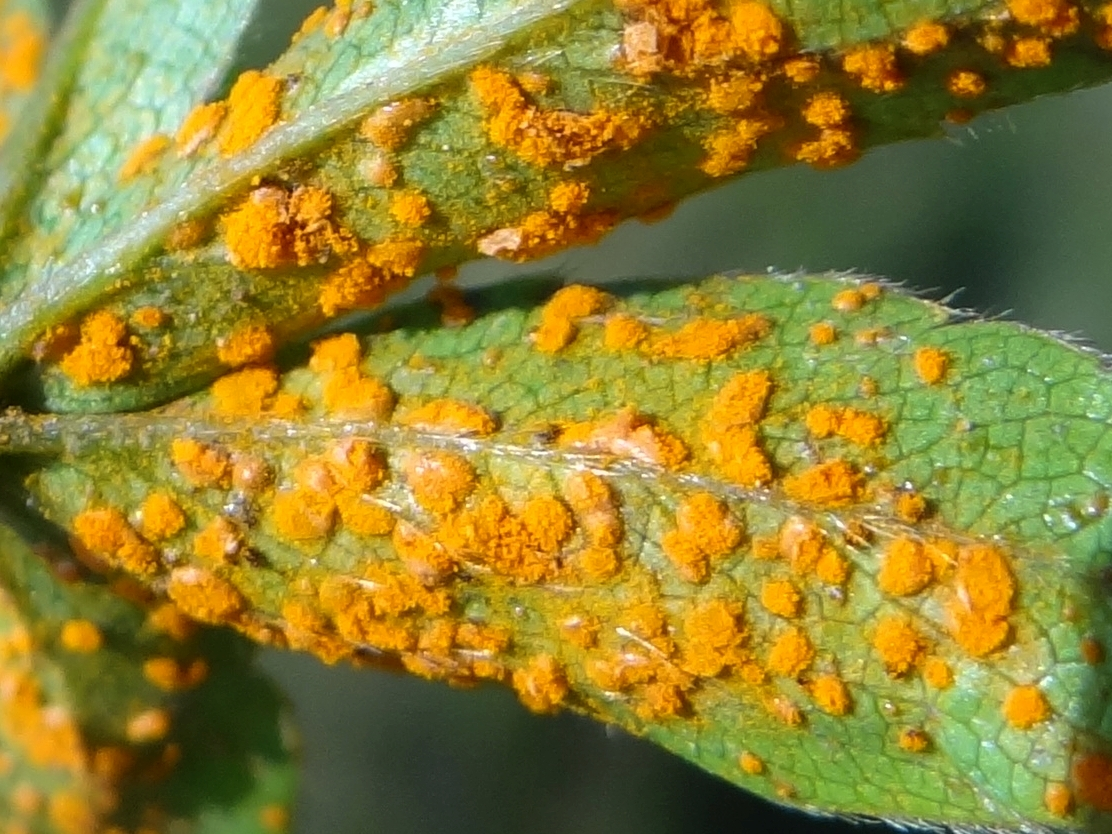
Uredinia na dolnej stronie listka pięciornika alpejskiego

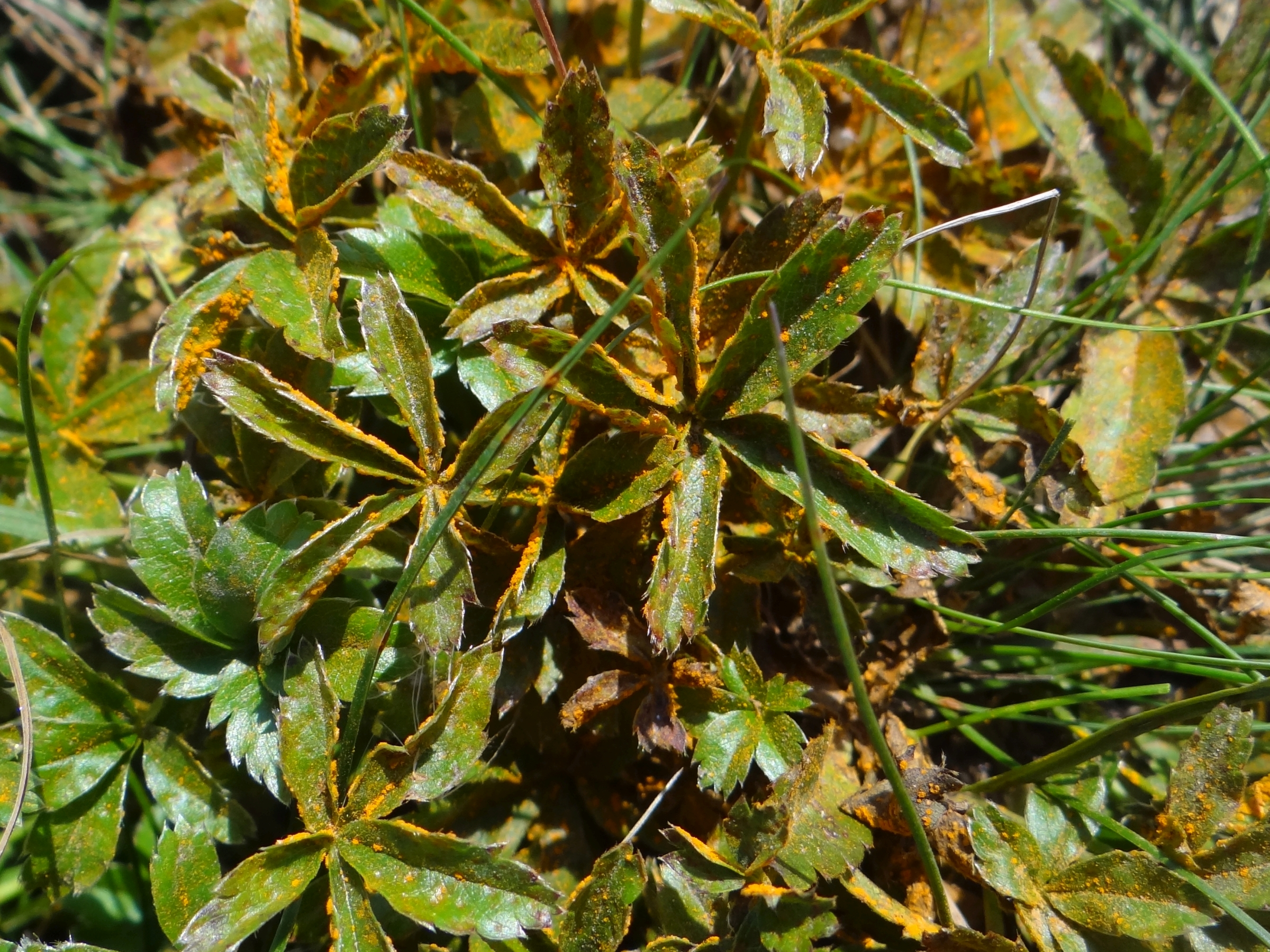
Porażony pięciornik alpejski

Phragmidium potentillae (Pers.) P. Karst.  – gatunek grzybów z rodziny Phragmidiaceae. Grzyb mikroskopijny porażający rośliny z rodzaju pięciornik (Potentilla). Wywołuje u nich chorobę zwaną rdzą.

## Systematyka i nazewnictwo
Pozycja w klasyfikacji według Index Fungorum: Phragmidium, Phragmidiaceae, Pucciniales, Incertae sedis, Pucciniomycetes, Pucciniomycotina, Basidiomycota, Fungi.
Po raz pierwszy takson ten zdiagnozował w 1801 r. Persoon nadając mu nazwę Puccinia potentillae. Obecną, uznaną przez Index Fungorum nazwę nadał mu w 1878 r. Petter Karsten, przenosząc go do rodzaju Phragmidium.
Synonimy.

- Aregma triarticulatum Berk. & M.A. Curtis 1874
- Phragmidium potentillae (Pers.) P. Karst. 1878 subsp. potentillae
- Phragmidium potentillae subsp. supinum Tranzschel
- Phragmidium potentillae var. alchemillae Ferraris
- Phragmidium potentillae var. durangense J.F. Hennen & Cummins 1973
- Phragmidium potentillae var. major Szakien 1927
- Phragmidium potentillae (Pers.) P. Karst. 1878 var. potentillae
- Phragmidium supinum (Tranzschel) Azbukina 1974
- Phragmidium triarticulatum (Berk. & M.A. Curtis) Farl. 1876
- Puccinia potentillae Pers. 1801

## Morfologia
Nie obserwowano pyknidiów. Ecja występują głównie na górnej stronie liści. Są jasnożółte, z kilkoma cienkimi, maczugowatymi wstawkami, lub bez wstawek. Ecjospory o rozmiarach (18–) 20–29 (–30,5) × (15–) 16,5–22 (–23) m. Mają ściany o grubości 0,7–1,8 μm, przezroczyste i bezbarwne (hialinowe), pokryte ostrymi, stożkowatymi kolcami o średnicy 0,5–0,8 (–1,0) μm i wysokości (1,0–) 1,2–3,2 (–4,5) μm. Pory roztkowe zazwyczaj słabo widoczne, rozproszone, zazwyczaj w liczbie 6–8. Uredinia na dolnej stronie liści, żółte, blaknące do koloru śmietany, na obrzeżach z maczugowatymi, cienkościennymi wstawkami. Mają średnicę 8–15 μm, czasami występują obficie, ale często są nieliczne, lub nie występują. Urediniospory (18–) 19,5–28 (–30) (–33) × (15–) 16–21,5 (–23) μm, o ścianach grubości (0,5–), 0,6–1,0 (–1,2) (–1,5) μm, bezbarwnych, pokrytych kolcami o szerokości 0,4–0,7 (–0,8) μm i wysokości (1,0–) 1,2–3,5 (–4,5) μm. Pory rostkowe rozproszone, w liczbie kilku, ale przeważnie trudne do zaobserwowania. Czarne, poduszkowate telia występują na dolnej stronie liści, czasami także na ogonkach liściowych. Teliospory 3–4 komórkowe, o rozmiarach (17–) (32–) 43–85 (–92) (–103) × 20–29 (–30,5) μm, nieznacznie zwężone na septach. Mają ściany o grubości 1,5–2,3 μm, najcieńsze przy nasadzie. Rzadko posiadają krótki szczytowy dzióbek o długości do 4,5 μm. Ściana zewnętrzna całkowicie gładka o barwie od żółtej do żółtobrązowej. Pory rostkowe w liczbie 2–3 na końcowych komórkach, (2) 3–4 w komórkach środkowych. Trzonki hialinowe, o długości 80–170 (–205) μm, mocne, czasami rozszerzone w dolnej części, często z delikatnymi, pierścieniowatymi rowkami w dolnej połowie.
Phragmidium potentillae jest rdzą jednodomową o niepełnym cyklu rozwojowym (brak pyknidiów). Rzadko tylko pojawiające się ecja wskazują na tendencję do dalszej redukcji tego cyklu.

## Występowanie i siedlisko
Na półkuli północnej jest szeroko rozprzestrzeniony w Ameryce Północnej, Europie i Azji, na półkuli południowej potwierdzono występowanie tego gatunku tylko w Australii.
Stwierdzono występowanie na: Potentilla alchemilloides, anglica, argentea, argyrophylla, aucheriana, aurea i subsp. chrysocraspeda, brauniana, carniolica, caulescens, caulescens, cinerea, × cornazii, crantzii, detommasii, erecta, grandiflora, heptaphylla, hirta, humifusa, inclinata, intermedia, leucopolitana, longifolia, micrantha, montana, multifida, nivea, norvegica, patula, pedata , pensylvanica, pusilla, recta i subsp. obscura, reptans, speciosa, tabernaemontani, thuringiaca.

## Gatunki podobne
Rdzę u gatunków z rodzaju pięciornik wywołuje także inny gatunek grzyba mikroskopijnego – Frommeella tormentillae, również należący do rodziny Phragmidiaceae. Analizy filogenetyczne wykazały pokrewieństwo Phragmidium potentillae i obydwu gatunków rodzaju Frommeella (należą one do tego samego kladu).